# Kondenzátormikrofon

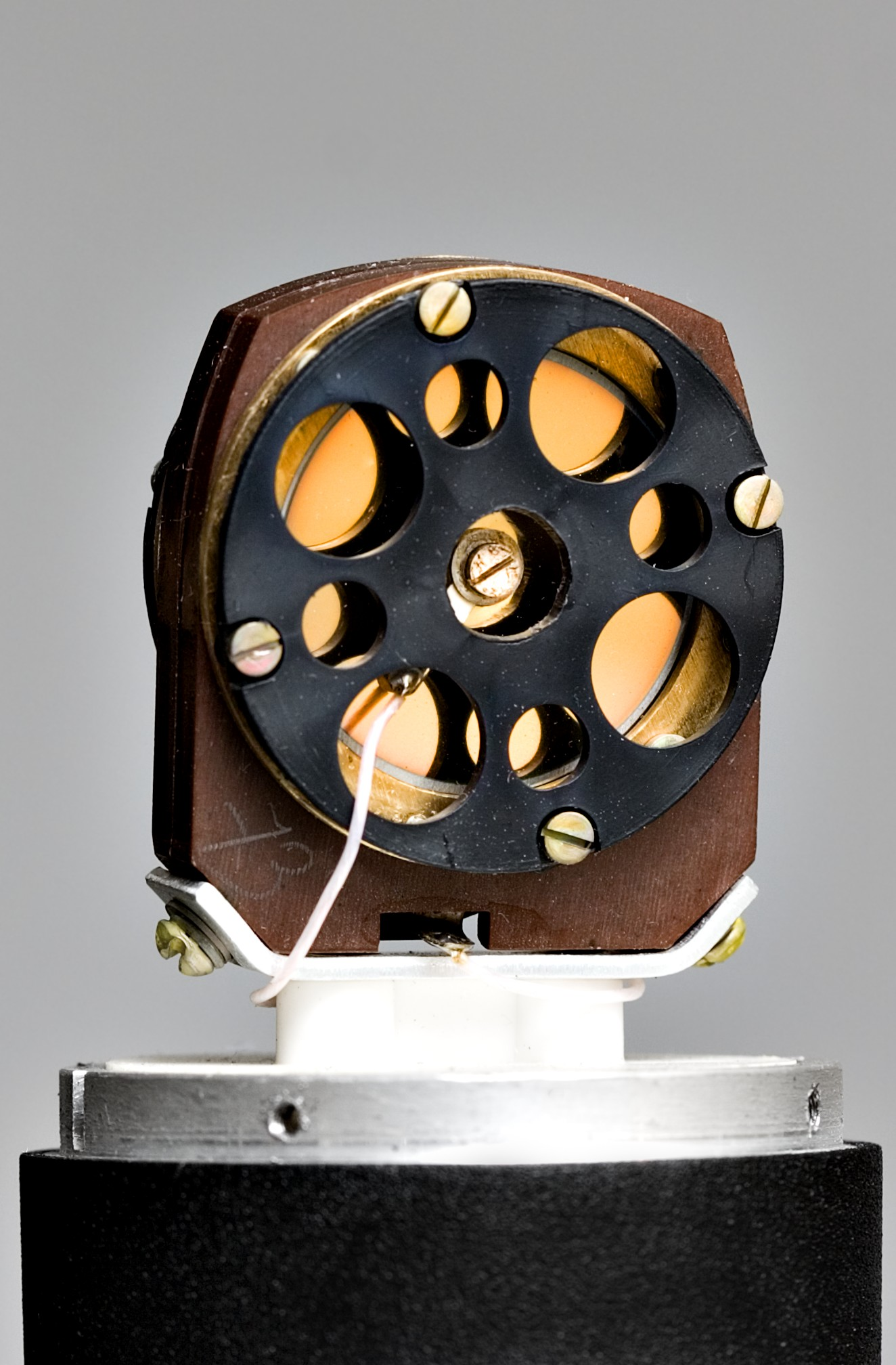
Az Oktava 319 kondenzátormikrofon belső felépítése

A kondenzátormikrofonnál a kondenzátor egyik fegyverzetét rögzítik, míg a másikat kifeszítik. A közeg rezgéseit ez a kifeszített fegyverzet átveszi, és a fegyverzetek távolságának változása a kondenzátor kapacitásváltozásán át alakítható elektromos jellé.

## Külső és belső előfeszítésű kondenzátormikrofonok
A gyártásnál adott lehetőség a kondenzátorok gyári (belső) előfeszítése. Az ilyen technológiát használó kondenzátormikrofonok az elektrétmikrofonok, melyeknek gyártási és üzemeltetési költségei lényegesen alacsonyabbak, minőségük is gyengébb, de kielégítő (ezért ezek főleg mobiltelefonokban, számítógépekben és más hasonló fogyasztói eszközökben az ezredfordulóra szinte egyeduralkodóvá váltak). A külső előfeszítésű kondenzátormikrofonoknak szükségük van fantomtáplálásra (jellemzően 48 V), melyet vagy a keverőpult vagy a kondenzátor házában elhelyezett elem szolgáltat (egy feszültségtöbbszöröző elektronikával).

## Csöves és tranzisztoros mikrofonok
A 20. század közepén az elektroncsöves technológiával kezdődött az elektronika fénykora. Az elektroncsövek voltak az első mikrofonok áramköreinek meghatározó alkatrészei is. Bár a tranzisztoros technika gyakorlatilag minden területen elsöpörte az elektroncsövek használatát, a csöves mikrofonok még mindig részei a minőségi zenei felvételek elkészítésének.
A csöves mikrofonok jellemzően kevésbé egyenes karakterisztikával büszkélkedhetnek, ezáltal hangzásuk kevésbé természetes, zajuk sokszor magasabb, mint tranzisztoros társaiké, viszont a végeredményt bizonyos hangforrások esetén sokan szubjektíve emberközelibbnek, „melegebb” hangzásúnak tartják.